# Черкаська загальноосвітня школа № 5
Черкаська загальноосвітня школа І—ІІІ ступенів № 5 — загальноосвітній заклад міста Черкаси.

## Історія
30 листопада 1863 року був підписаний акт про виділення земельної ділянки під будівництво церкви Різдва Пресвятої Богородиці та парафіяльної школи при ній. Вона була відкрита 1865 року на розі вулиць Новочигиринської та 5-ї Поперечної за № 499. 1890 року на розі вулиць Старочигиринської та Різдвяної була відкрита нова однокласна церковнопарафіяльна школа. Спочатку вона мала одне приміщення, де проводились навчання та жили учителі (у 1960-их роках там розташовувались актовий зал, піонерська та адміністрація). На початку 20 століття були збудовані 2 нових приміщення (№ 2 та № 3) по вулиці Старочигиринській, у кінці 1905 року ще одна будівля (№ 4) по вулиці Різдвяній (саме на її місці 1968 року була збудована нова школа).

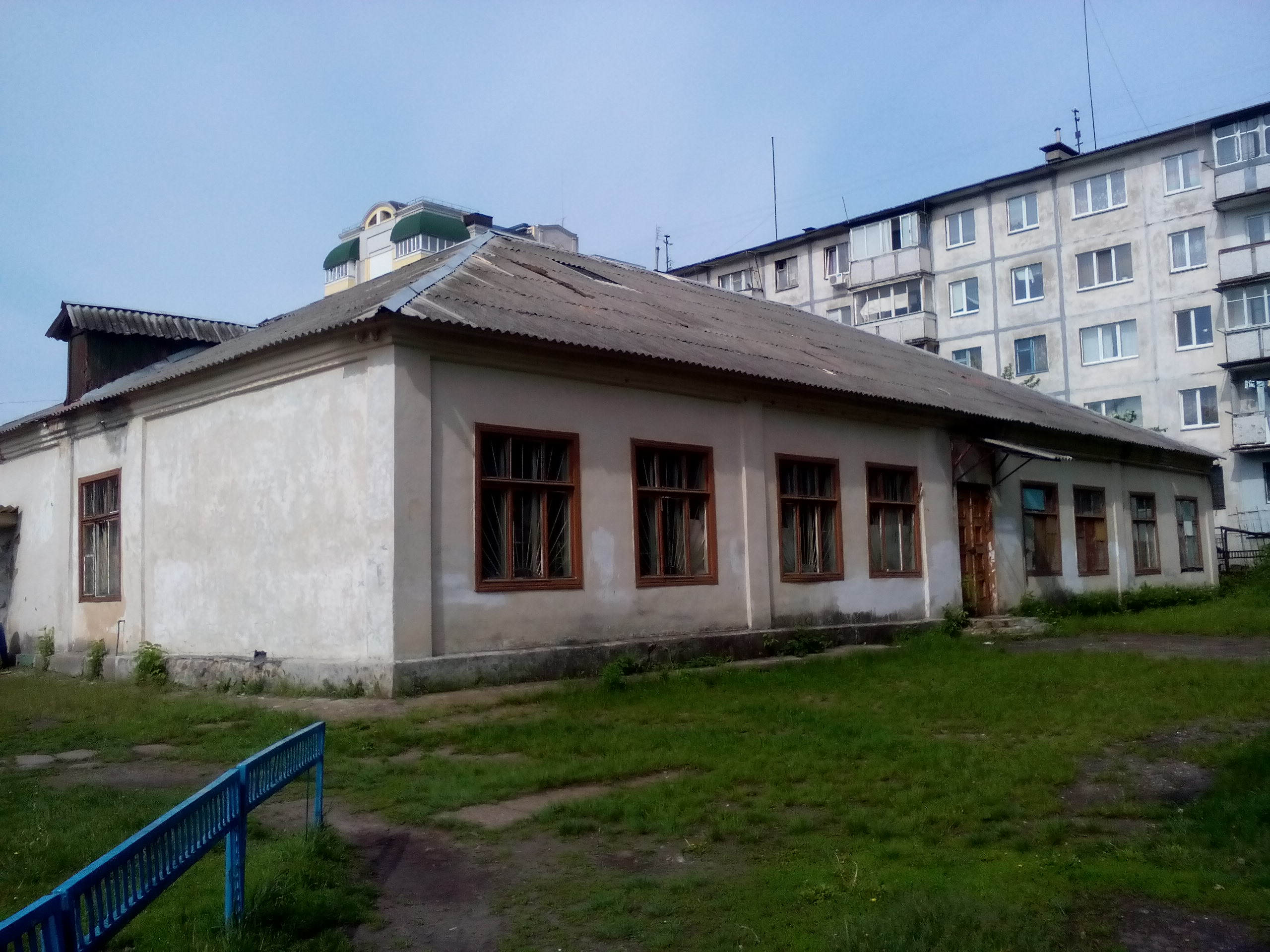
Один із старих корпусів зберігся до сьогодні (2016 рік)

В усіх приміщеннях знаходились навчальні класи, житлові кімнати учителів. 1919 року школу було перетворено у 5-ту трудову семирічну школу. У 1920-х роках у приміщенні № 4 знаходились початкові класи. У період Першої світової війни у школі розташовувався військовий шпиталь. За радянських часів у приміщенні № 2 знаходились фізичний кабінет та медпункт, у приміщенні № 3 — спортивний зал та майстерні, у приміщенні № 4 навчальні класи та бібліотека.
З 1930-их років шефство над школою узяв Черкаський машинобудівний завод імені Петровського. 1933 року школа була перетворена у десятирічну. 1934 року школа стала базовою для педагогічного інституту, а керівники кафедр ВНЗ були членами педагогічної ради школи. До Другої світової війни було збудоване ще й приміщення № 5, де розташовувалась вечірня школа. На території школи був фруктовий сад, росли тополі, 1972 року були посаджені берези. 1965 року був відкритий музей історії школи. 1968 року збудовано нове приміщення.

## Випускники
Відомими випускниками школи є:
- Коваленко Валентина Михайлівна — голова Черкаської обласної ради, поет, член Національної спілки письменників України, тривалий час була учителем української мови та літератури, заступником директора з виховної роботи
- Коваль Віталій Володимирович — заступник голови та керівник апарату Черкаської обласної державної адміністрації
- Щербина Микола Миколайович — учитель історії Черкаської ЗОШ № 32, член Національної спілки краєзнавців, член правління Черкаського обласного осередку, член Національної спілки журналістів України, автор численних публікацій, книг з краєзнавства, з 2011 року — «Почесний краєзнавець України»
- Асекрітова Валентина Костянтинівна — Заслужений вчитель України
- Грибенко Наталія Федорівна — Заслужений вчитель України
- Бойко Надія Іванівна — учитель історії, доцент Черкаського національного університету
- Соя Борис Григорович — учитель, поет, автор методичних розробок
- Тамаркіна Світлана Михайлівна — учитель англійської мови, організатор ветеранів 7-ї гвардійської повітряно-десантної дивізії
- Коломієць Юрій Панасович — колишній директор рідної школи
- Маріно Тетяна Олександрівна — завідувач ендокринологічним відділенням Черкаської міської лікарні № 1
- Боковня Тетяна — журналіст телеканалу «1+1»
- Курятник Сергій Миколайович — головний редактор радіокомпанії «Черкаси»
- Шадріна Тетяна Олександрівна — генеральний директор телерадіокомпанії «Ільдана»
- Бушин Ігор Миколайович — доцент фізико-математичних наук Черкаського національного університету
- Сторожук Надія Вікторівна — кандидат фізико-математичних наук, доцент, доцент кафедри фізики,  Черкаського національного університету
- Заболотній Сергій Васильович — проректор Черкаського державного технологічного університету
- Ляшенко Юрій Олексійович — доктор фізико-математичних наук, директор навчально-наукового інституту інформаційних та освітніх технологій, професор кафедри фізики Черкаського національного університету
- Нікітенко (Заворотна) Надія Миколаївна — доктор історичних наук, професор, Заслужений працівник культури України, завідувач науково-дослідного відділу "Інститут «Свята Софія» Національного заповідника «Софія Київська», відомий в Україні та за її межами вчений, історик-медієвіст, культуролог, автор понад 300 наукових праць, 30 монографій і книжок
- Кузьменко-Волошина Валентина Федорівна — поетеса, член Національної спілки письменників України, член Спілки народних майстрів України, лауреат літературної премії Василя Симоненка
- Остапенко Олег Миколайович — командувач Збройних Сил Росії, космічні війська
- Крижанівський Андрій Ігорович — відомий кулінар, ведучий телепрограми «Посаг», «Кулінарія від Андрія»
- Добровольська Олександра Миколаївна — випускниця Ленінградського гідрометеорологічного інституту, засновниця Черкаської авіаметеорологічної станції (в шлюбі Хмельковська). У Черкасах видано її шкільний щоденник «Хочеться обійняти увесь світ»
- Сущенко Роман Володимирович — журналіст Українського національного інформаційного агентства Укрінформ, колишній політв'язень кремля (Список українських політв'язнів у Російській Федерації та в Криму), громадський та політичний діяч, художник, перший заступник голови Черкаська обласна рада

Вигляд з вулиці. Взимку
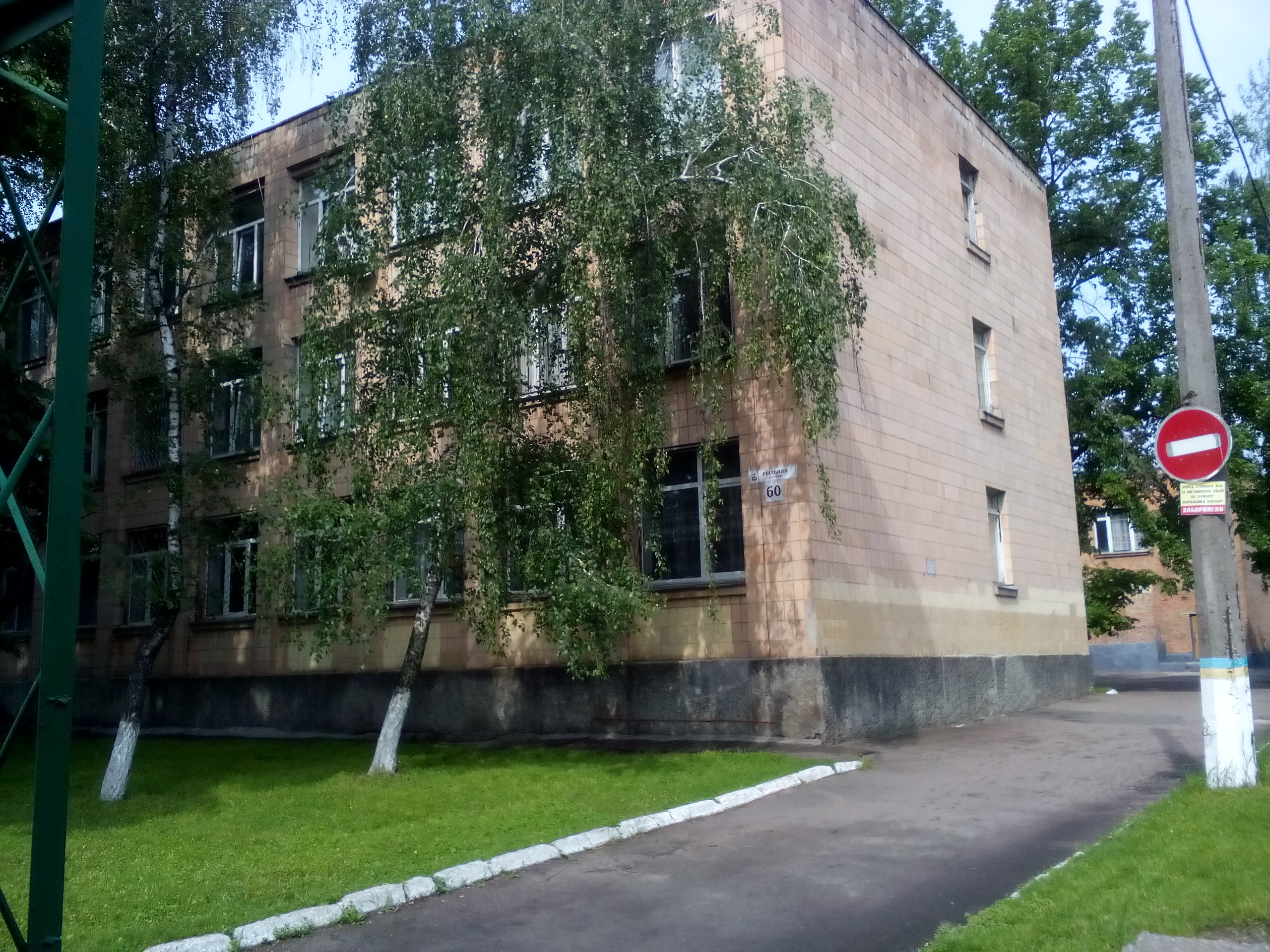
Вигляд з вулиці. Влітку